# Руперт Вансіттарт
Руперт Ніколас Вансіттарт (англ. Rupert Nicholas Vansittart; нар. 10 лютого 1958, Кранлі, Велика Британія) — англійський характерний актор. Грав різноманітні ролі у кіно, телебаченні, театрі та на радіо, часто виконуючи комічні ролі. Найвідоміший своєю роллю Лорда Йона Ройса у телесеріалі «Гра престолів».

## Біографія
Народився 1958 року в селищі Кранлі, графство Суррей. Згодом навчався у Центральній школі сценічної мови та драматичного мистецтва.
1994 року зіграв Лорда Боттомса у фільмі «Хоробре серце». Через рік знявся у стрічці «Чотири весілля і похорон».
Став відомим 1995 року, коли зіграв містера Герста у телесеріалі «Гордість і упередження». В той же період також працював з Ровеном Аткінсоном, знявшись у кількох серіях «Містера Біна» та «Тонкій синій лінії». Згодом також продовжив з ним роботу у фільмі «Агент Джонні Інгліш: Перезапуск».
2002 року знявся в одній з серій «Суто англійських вбивств». Також зіграв генерала Асквіта у двох серіях «Доктора Хто». 2008 року з'явився у міні-серіалі BBC «Спартак», де зіграв консула Лентула. 2011 року зіграв Джона Біффена у стрічці «Залізна леді».
З 2014 по 2019 рік знімався у телесеріалі HBO «Гра престолів», граючи роль Лорда Йона Ройса.

## Театральні вистави
- Комедії мстителів (1989)
- Крокуючи (1990)
- Комедії мстителів (1991)
- Вествудський щоденник (1996)
- Миш'як та старе мереживо (2003)
- Цей будинок (2013)
- Велика Британія (2014)

## Вибрана фільмографія
| Рік       |   | Українська назва                | Оригінальна назва           | Роль                                                  |
| --------- | - | ------------------------------- | --------------------------- | ----------------------------------------------------- |
| 1986      | ф | Вулиця напівмісяця              | Half Moon Street            | Алан Платс-Вільямс                                    |
| 1988      | ф | Бастер                          | Buster                      | Фейркло                                               |
| 1993      | ф | Наприкінці дня                  | The Remains of the Day      | сер Джеффрі Рен                                       |
| 1994      | ф | Чотири весілля і похорон        | Four Weddings and a Funeral | Джордж                                                |
| 1994      | ф | Хоробре серце                   | Braveheart                  | Лорд Боттомс                                          |
| 1994—1995 | с | Містер Бін                      | Mr Bean                     | охоронець / Губерт                                    |
| 1995—1995 | с | Гордість і упередження          | Pride and Prejudice         | містер Герст                                          |
| 1995—1995 | с | Тонка синя лінія                | The Thin Blue Line          | командир Кроу                                         |
| 1995      | ф | Острів горлорізів               | Cutthroat Island            | капітан Перкінс                                       |
| 2000—2000 | с | Книгарня Блека                  | Black Books                 | багатій                                               |
| 2000—2001 | с | Моя сім'я                       | My Family                   | містер Девіс / містер Квінс                           |
| 2002—2009 | с | Суто англійські вбивства        | Midsomer Murders            | Алістер Кінгслейк / Десмонд Гардкорт / Селвін Проктор |
| 2005—2005 | с | Доктор Хто                      | Doctor Who                  | генерал Асквіт                                        |
| 2008      | ф | Пограбування на Бейкер-стріт    | The Bank Job                | сер Леонард Плагг                                     |
| 2011      | ф | Агент Джонні Інгліш: Перезапуск | Johnny English Reborn       | Дерек                                                 |
| 2011      | ф | Залізна леді                    | The Iron Lady               | міністр                                               |
| 2013—2015 | с | Війна Фойла                     | Foyle's War                 | сер Алек Маєрсон                                      |
| 2014—2014 | с | Злочин у раю                    | Death in Paradise           | Колін Кемпбел                                         |
| 2014—2019 | с | Гра престолів                   | Game of Thrones             | Йон Ройс                                              |
| 2015—2015 | с | Версаль                         | Versailles                  | Трокмортон                                            |
| 2016—2016 | с | Отець Браун                     | Father Brown                | Артур ле Брок                                         |
| 2016      | ф | Об'єднане королівство           | A United Kingdom            | сер Ієн Фрейзер                                       |
| 2017—2017 | с | Чужоземка                       | Outlander                   | Лорд Вільям Дансені                                   |
| 2017—2017 | с | Доктор Мартін                   | Doc Martin                  | професор Ланган                                       |
| 2019—2019 | с | Корона                          | The Crown                   | Сесіл Гармсфорт Кінг                                  |